# Tri posleratna druga
Tri posleratna druga (přel. Tři pováleční přátelé) je šesté studiové album vydané srbským a bývalým jugoslávským zpěvákem a skladatelem Đorđe Balaševićem.
Tri posleratna druga je první z Balaševićova studiového alba, na kterém se podíleli kytarista Elvis Stanić a bubeník Tonči Grabušić z Rijeky. Album je snad nejpamátnější pro humornou rapově orientovanou píseň „Sugar Rap“, píseň „Još jedna pesma o maloj garavoj“, folkrockové písně „Devojka sa čardaš nogama“ a „Ćaletova pesma“ a balady „D- moll", "Kad odem" a "Saputnik".
V den vydání alba, JRT vysílal hudební videa k tomuto albu. Videa byla natočena v srbském národním divadle (stopy číslo 2 a 5), u Dunaje v Novém Sadu.

## Sestava
- Đorđe Balašević – zpěv
- Aleksandar Dujin – piano, keyboard
- Aleksandar Kravić – basová kytara
- Elvis Stanić – kytara
- Ignác Šen – housle
- Tonči Grabušić – bicí
- Siniša Horvat – zvukař
- Đorđe Petrović – producent

## Vzorky
- Još jedna pesma o maloj garavoj[2] – Lutka sa naslovne strana od Zabranjeno pušenje[3] a Mirka od Đorđe Balaševiće.[4]
- Remorker – Poluuspavanka od Đorđe Balaševiće.